# Christian Grethlein
Christian Grethlein (* 30. August 1954 in Nürnberg) ist ein deutscher evangelischer Theologe, Autor und Hochschullehrer.

## Leben
Christian wurde 1954 in Nürnberg als Sohn des Juristen und späteren Oberkirchenrats Gerhard Grethlein und seiner Frau Irene geboren. Nach seiner Schulzeit am Wittelsbacher-Gymnasium studierte er in den 1970er Jahren evangelische Theologie und Philosophie in München, Göttingen und Erlangen. 1978 wurde er Vikar in München. Danach war er von 1980 bis 1984 Pfarrer und Religionslehrer in Regensburg. In den 1980er Jahren promovierte und habilitierte Grethlein. Von 1988 bis 1992 war Grethlein Dozent und Professor für Praktische Theologie an der Kirchlichen Hochschule Berlin. Danach war er von 1992 bis 1997 Professor für Religionspädagogik an der Universität Halle-Wittenberg und von Oktober 1997 bis März 2020 Professor für Praktische Theologie an der Westfälischen Wilhelms-Universität Münster. Von 2010 bis 2012 erhielt er das Opus magnum Grant der VolkswagenStiftung.
Zu seinen Schülern gehören die Religionspädagogen Bernd Schröder, Christhard Lück, Michael Domsgen, Marcell Saß und Anna-Katharina Lienau. Sein Sohn ist der Altphilologe Jonas Grethlein.

## Schriften (Auswahl)
- Religionsunterricht an Gymnasien. Peter Lang, Frankfurt am Main 1984.
- Taufpraxis heute. Gütersloher Verlagshaus, Gütersloh 1988.
- Abriß der Liturgik. Gütersloher Verlagshaus, Gütersloh 1989.
- Gemeindepädagogik. De Gruyter, Berlin 1994 (serbisch 2011).
- Religionspädagogik. De Gruyter, Berlin 1998.
- Methodischer Grundkurs für den Religionsunterricht. Evangelische Verlagsanstalt, Leipzig 2000.
- Grundfragen der Liturgik. Gütersloher Verlagshaus, Gütersloh 2001 (koreanisch 2006).
- Kommunikation des Evangeliums in der Mediengesellschaft. Evangelische Verlagsanstalt, Leipzig 2003 (koreanisch 2005).
- Fachdidaktik Religion. Vandenhoeck & Ruprecht, Göttingen 2005.
- Grundinformation Kasualien. Vandenhoeck & Ruprecht, Göttingen 2007.
- Pfarrer - ein theologischer Beruf! Edition chrismon, Frankfurt am Main 2009.
- Kinder in der Kirche. Vandenhoeck & Ruprecht, Göttingen 2010.
- Praktische Theologie. De Gruyter, Berlin 2012.
- Was gilt in der Kirche. Evangelische Verlagsanstalt, Leipzig 2013.
- Taufpraxis in Geschichte, Gegenwart und Zukunft. Evangelische Verlagsanstalt, Leipzig 2014 (koreanisch 2020).
- Evangelisches Kirchenrecht. Evangelische Verlagsanstalt, Leipzig 2015.
- Abendmahl feiern in Geschichte, Gegenwart und Zukunft. Evangelische Verlagsanstalt, Leipzig 2015.
- An Introduction to Practical Theology. History, Theory, an the Communication of the Gospel in the Present. Baylor, Waco 2016.
- Kirchentheorie. Kommunikation des Evangeliums im Kontext. De Gruyter, Berlin 2018.
- Christsein als Lebensform. Eine Studie zur Grundlegung der Praktischen Theologie. Evangelische Verlagsanstalt, Leipzig 2018.
- Lebensalter. Eine theologische Theorie. Evangelische Verlagsanstalt, Leipzig 2019.
- Taufen (Praktische Theologie konkret). Vandenhoeck & Ruprecht, Göttingen 2020.
- Christliche Lebensform. Eine Geschichte christlicher Liturgie, Bildung und Spiritualität. De Gruyter, Berlin 2022.
- Sterben und Tod – Teil des Lebens. Evangelische Verlagsanstalt, Leipzig 2022.
- Altern heute – Herausforderungen und Chancen. Evangelische Verlagsanstalt, Leipzig 2024.
- Christsein im Wandel. Kritische Überlegungen zu „Glaube“, „Kirche“ und „Religion“. Mohr Siebeck, Tübingen 2025.